# Alfred Pernice
Lothar Anton Alfred Pernice, född 14 augusti 1841 i Halle an der Saale, död 23 september 1901 i Berlin, var en tysk jurist. Han var son till Ludwig Wilhelm Anton Pernice samt bror till Hugo Karl Anton och Victor Anton Herbert Pernice.
Pernice blev 1863 juris doktor och professor i Halle 1871, i Greifswald 1872, åter i Halle 1877, i Berlin 1881. Bland hans högt ansedda romanistiska arbeten märks Zur Lehre von den Sachbeschädigungen (1867), M. Antistius Labeo, das römische Privatrecht im 1. Jahrhundert der Kaiserzeit (1873-92, andra upplagan 1895-1900, ofullbordad), Parerga (ett flertal föredrag i preussiska vetenskapsakademien, mestadels tryckta i den av Pernice tillsammans med andra utgivna "Zeitschrift der Savigny-Stiftung für Rechtsgeschichte").